# Colonia colonus
El mosquero colilargo (Colonia colonus)  es una especie de ave paseriforme de la familia Tyrannidae. Es el único miembro del género Colonia.  Es nativo de Sudamérica y Centroamérica. 

## Nombres comunes
Se le denomina también mosquero coludo (en Costa Rica), yetapá negro (en Argentina, Bolivia y Paraguay), atrapamoscas rabijunco (en Colombia), mosquitero colilargo (en Nicaragua), tirano colilargo (en Honduras), atrapamoscas coludo (en Venezuela o tirano de cola larga (en Perú).

## Distribución y hábitat
Se distribuye en tres grandes áreas disjuntas; desde el sureste de Honduras, por Nicaragua, Costa Rica, Panamá, hasta el centro norte y oeste de Colombia y oeste de Ecuador; en el escudo guayanés del sur y este de Venezuela, Guyana, Surinam, Guayana Francesa y extremo norte de Brasil; y a lo largo de los contrafuertes andinos orientales desde el centro de Colombia hacia el sur por Ecuador, este de Perú, hasta el oeste de Bolivia, hacia el este al sur de la cuenca del Amazonas (ausente de la parte norte) ocupando casi todo el resto de Brasil, hasta el litoral atlántico, hacia el sur hasta el este de Bolivia, este de Paraguay, extremo noreste de Argentina y sur de Brasil.
Esta especie es generalmente común y visible en sus hábitats naturales: el dosel y los bordes de selvas húmedas, crecimientos secundarios y claros adyacentes, hasta los 1500 m de altitud, localmente más alto en regiones andinas. Es mayormente residente pero aparentemente abandona las zonas más sureñas en los inviernos australes.

## Descripción
El mosquero colilargo mide en promedio 23 a 25 cm (los machos) y 18 a 20 cm (las hembras) de longitud y pesa 15 g. Las dos plumas centrales de la cola son muy largas, alcanzan hasta 10 a 12 cm en los machos y de 5 a 9 cm las hembras. La corona blanca o gris y la línea ocular y frente blanca contrasta con el plumaje negro del cuerpo. Cuando vuela se puede ver un área blanca o grisácea en el centro la espalda, arriba de la cola. En la hembra el vientre es gris y la corona y la línea de la espalda más oscura.

## Comportamiento

### Alimentación
Se alimenta de insectos que caza en vuelo, a partir desde sus perchas en árboles favoritos los cuales rota cada dos días.

### Reproducción
Construye el nido en la cavidad de un tronco alto abandonado por un pájaro carpintero.

### Vocalización
El llamado más frecuente es un suave y distintivo «suiii?» ascendente.

## Sistemática

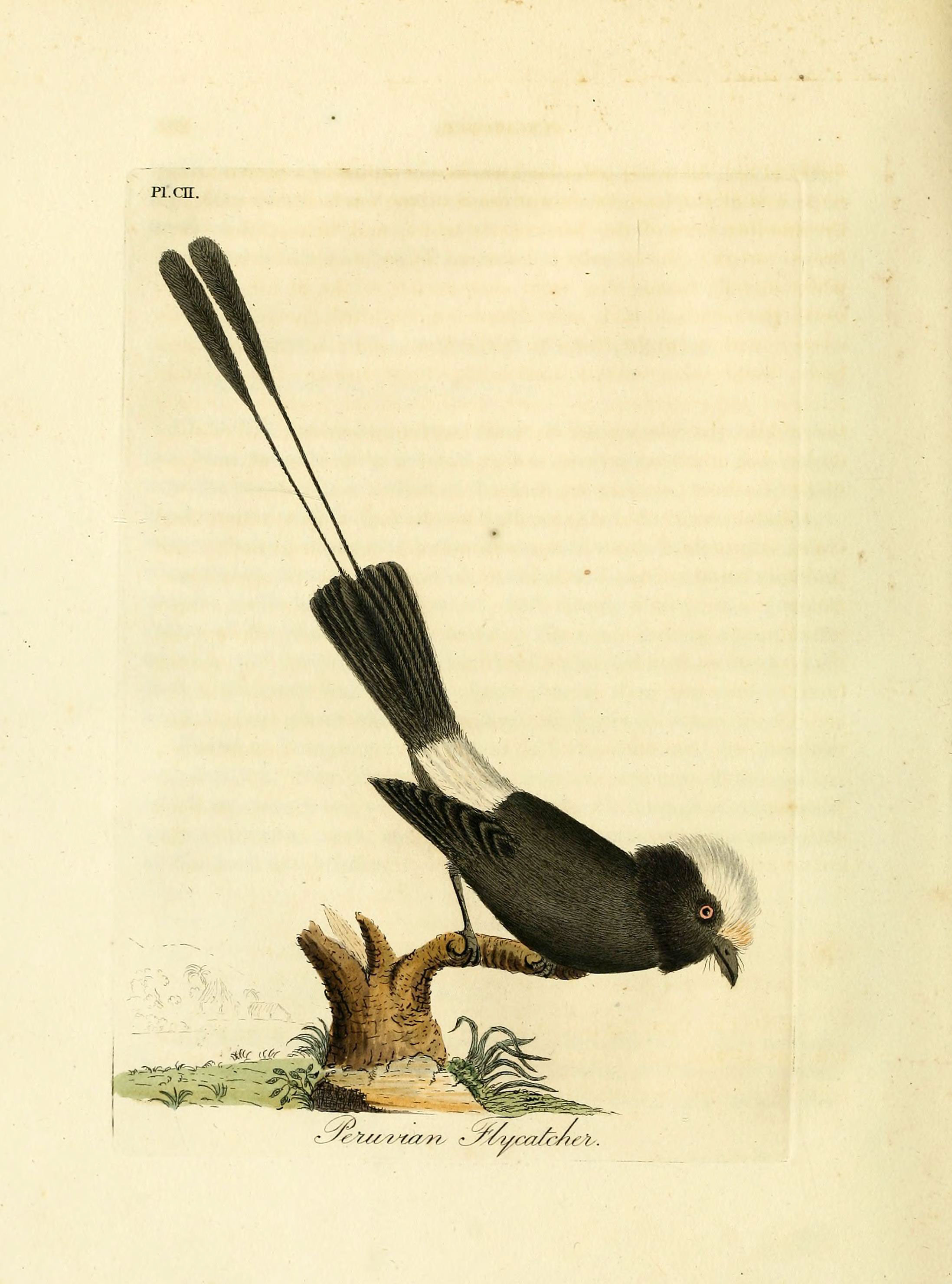
«Peruvian Flycatcher» = Colonia colonus, ilustración en Latham A general history of birds, 1823.

### Descripción original
La especie C. colonus fue descrita científicamente por primera vez por el naturalista francés Louis Pierre Vieillot en 1818 bajo el nombre científico Muscicapa colonus; la localidad tipo es «Paraguay».
El género Colonia fue descrito por el zoólogo británico John Edward Gray en 1828.

### Etimología
El nombre genérico femenino «Colonia» se origina del nombre original Muscicapa colonus; y el nombre de la especie «colonus», proviene del latín y significa ‘granjero’, ‘colono’, ‘rústico’, y deriva del nombre «colón» dado por Félix de Azara a esta especie.

### Taxonomía
Los amplios estudios genético-moleculares realizados por Tello et al. (2009) descubrieron una cantidad de relaciones novedosas dentro de la familia Tyrannidae que todavía no están reflejadas en la mayoría de las clasificaciones. Siguiendo estos estudios, Ohlson et al. (2013) propusieron dividir Tyrannidae en cinco familias. Según el ordenamiento propuesto, Colonia permanece en Tyrannidae, sedis mutabilis (o sea, con ligera incerteza debido a datos no conclusivos) en una subfamilia Fluvicolinae Swainson, 1832-33, junto a numerosos otros géneros en las tribus Fluvicolini, Contopini y Xolmiini.

### Subespecies
Según las clasificaciones del Congreso Ornitológico Internacional (IOC)  y Clements Checklist/eBird, se reconocen cinco subespecies, con su correspondiente distribución geográfica:
- Colonia colonus leuconota ( Lafresnaye, 1842) - sureste de Honduras y este de Nicaragua hacia el sur hasta el centro norte de Colombia y por la pendiente del Pacífico del oeste de Colombia y Ecuador (norte de Guayas).
- Colonia colonus fuscicapillus (Sclater, 1861) - Andes orientales de Colombia, este de Ecuador (al sur hasta la cordillera del Cóndor) y extremo noreste del Perú (noroeste de Loreto, noreste de Amazonas).
- Colonia colonus poecilonota (Cabanis, 1848) - sureste de Venezuela (al sur del río Orinoco en Bolívar, y Cerro de la Neblina en Amazonas) y en las Guayanas.
- Colonia colonus niveiceps J. T. Zimmer, 1930 - sureste de Ecuador (sur de Zamora Chinchipe), este de Perú y norte de Bolivia (al sur hasta Cochabamba).
- Colonia colonus colonus (Vieillot, 1818) - centro y este de Brasil (desde la isla Marajó y el sur de Maranhão hacia el sur hasta el sur de Mato Grosso do Sul y el norte de Río Grande del Sur), este de Paraguay y noreste de Argentina (Misiones).